# Cabal (film)
Pour les articles homonymes, voir Cabal.
Pour plus de détails, voir Fiche technique et Distribution.
Cabal (Nightbreed) est un film américain réalisé par Clive Barker, sorti en 1990 et adapté du roman Cabale.

## Synopsis
Aaron Boone est un jeune homme qui ne se fait pas à la société. Chaque nuit, il rêve d'un endroit peuplé de monstres en tout genre : "le Midian". Boone, ayant un passé perturbé, est suivi de très près par le docteur Philip Decker. Or, ce dernier est un tueur en série. Profitant des troubles de son patient, il rend Boone persuadé d'être le coupable. Pris de panique, Boone tente de se suicider, en vain. Il finit à l'hôpital psychiatrique où il fait la connaissance d'un individu qui lui révèle l'endroit exact du Midian. Après avoir assisté à l'automutilation de ce dernier, Boone s'enfuit en direction du Midian. Sur place, il découvre un vieux cimetière mystérieux. Boone s'y installe et, une fois la nuit tombée, fait la rencontre de deux des créatures qui peuplent Midian. Après en avoir été chassé par les deux mutants, Boone est rapidement encerclé par la police et finit par succomber à ses blessures après avoir été fusillé. Une fois mort, Boone revient d'entre les morts et se réfugie parmi la population de Midian. Mais Decker, convaincu que Boone a rejoint la cité Midian, décide de partir à sa poursuite afin d'éradiquer Boone et ses habitants.

## Fiche technique
- Titre français : Cabal
- Titre original : Nightbreed
- Réalisation : Clive Barker
- Scénario : Clive Barker, d'après son roman éponyme
- Musique : Danny Elfman
- Photographie : Robin Vidgeon
- Montage : Mark Goldblatt & Richard Marden
- Costumes : Ann Hollowood
- Production : David Barron & Gabriella Martinelli
- Société de production : Morgan Creek Productions
- Société de distribution : 20th Century Fox
- Pays :  États-Unis
- Langue : Anglais
- Format : Couleur - Dolby - 35 mm - 1.85:1
- Genre : Fantastique
- Durée : 102 min/120 min (Director's cut)/155 min (The Cabal Cut)
- Société de distribution : Morgan Creek Productions
- Dates de sortie :
  -  États-Unis : 16 février 1990
  -  France : 16 janvier 1991
- Affiche : Michel Landi (France)

## Distribution
- Craig Sheffer (VF : Jean Barney) : Aaron Boone / Cabal
- Anne Bobby (VF : Kelvine Dumour) : Lori Desinger
- David Cronenberg (VF : Max André) : Dr. Philip K. Decker
- Charles Haid (VF : Philippe Dumat) : Le capitaine Eigerman
- Hugh Quarshie (VF : Med Hondo) : L'inspecteur Joyce
- Hugh Ross (VF : Daniel Gall) : Narcisse
- Doug Bradley : Dirk Lylesberg
- Malcolm Smith (VF : Jean-Pierre Leroux) : Ashberry
- Catherine Chevalier (VF : Tamila Mesbah) : Rachel
- Oliver Parker : Peloquin
- Debora Weston (VF : Marie-Christine Darah) : Sheryl Ann
- Simon Bamford (VF : Michel Mella) : Ohnaka
- Nicholas Vince (VF : Roger Lumont) : Kinski
- Bob Sessions : Pettine
- Christine McCorkindale : Shunasassi
- John Agar (VF : Henri Labussière) : Defoe

## Autour du film
- Le film fut un échec commercial et critique. D'après Clive Barker, ceci est dû à un remontage du film par la Fox.
- Bien qu'il tienne un rôle secondaire, David Cronenberg est considéré comme le personnage clé du film.
- À sa sortie, le film fut présenté comme un slasher d'horreur ce qui favorisa l'échec commercial du film.
- À l'origine, le titre original du film devait être (Cabal) comme le roman mais la production ne voulait pas de ce titre et l'a changé en (Nightbreed).
- Le film a été adapté en jeu vidéo sous le titre Clive Barker's NightBreed, par Impact Software, et édité par Ocean Software en 1990.

## Distinctions
- Silver Scream Award au Festival du film fantastique d'Amsterdam 1990
- Prix spécial du jury au Festival international du film fantastique d'Avoriaz 1991
- Saturn Awards 2015 : Meilleure édition spéciale DVD d'un classique

## Édition vidéo
- Fin Octobre 2014, le film est sorti en Blu-Ray et DVD aux États-Unis en version director's cut, supervisé par Clive Barker lui-même et en France en 2015 dans l’édition Les Tresors de la Warner.
- Le film ressort en digipack 2 Blu-ray, 1 DVD et un livret le 22 octobre 2019, édité par ESC[1].